# Adams Ribben
Adams Ribben er en amerikansk stumfilm fra 1923 af Cecil B. DeMille.

## Medvirkende
- Milton Sills som Michael Ramsay
- Elliott Dexter som Prof. Nathan Reade
- Theodore Kosloff som Monsieur Joromir
- Anna Q. Nilsson som Mrs. Michael Ramsay
- Pauline Garon som Mathilda Ramsay
- Julia Faye
- Clarence Geldart som James Kilkenna